# Винцент Бланар
Винцент Бланар (на словашки: Vincent Blanar) е словашки езиковед, българист.

## Биография
Винцент Бланар е роден на 1 декември 1920 година в Хул, околия Нове Замки, Чехословакия. Завършва гимназия в Нове Замки, а след това Словашки и немски език във Философския факултет на Университета „Коменски“ - Братислава. В периода 1942–1943 година работи като гимназиален учител в град Търнава, а от 1943 година започва своята университетска преподавателска и научна кариера. Защитава докторска дисертация през 1946 година. Професор е от 1992 година. Преподава във Философския и Педагогическия факултет на Университета „Коменски“, Философските факултети на Банскобистришкия, Нитренския и Виенския университет, води курсове в университетите в Лайпциг, Ополе и София. Oт 1968 до 1990 година работи в Института по езикознание „Людовит Щур“ на Словашката академия на науките. В периода 1996–1998 година е главен редактор на списание „Slavica Slovaca“, а от 2000 година - член на редакционния му съвет.
Научната му дейност обхваща изследвания в областта на историята на словашкия език, лексикологията, морфологията и синтаксиса. Автор е на първата библиография на словашкото езикознание. В центъра на научните му изследвания са лексикологията и ономастиката. Членува в комисията по ономастика към Международния комитет на славистите, а от 1964 година до 1983 година е председател и член на президиума на Словашката комисия по ономастика. Трудовете на професор Бланар в областта на ономастиката получават наградата на Словашката академия на науките за 1998 година.
Умира на 26 септември 2012 година.

## Награди
Удостоен е със сребърен и златен плакет „Людовит Щур“ на Словашката академия на науките, със златен медал на Словашката академия на науките за заслуги в областта на обществените науки, със сребърен медал „Йозеф Добровски“ на Чехословашката академия на науките и златен плакет на Софийския университет „Св. Климент Охридски“. В 2000 година става почетен доктор на Софийския университет. В 1998 година получава почетна грамота на Министерството на културата. През 2009 година е удостоен от президента на Словашката република с наградата „Прибинов кръст“ I степен за особен принос в областта на словашкото езикознание.